# Kazimierz Jaremczak
Kazimierz Jaremczak (ur. 2 października 1938 we Lwowie, zm. 7 maja 2025) – polski judoka, brązowy medalista mistrzostw Europy (1965), pięciokrotny mistrz Polski, trener, prezes Polskiego Związku Judo (1990-1994), także mistrz Polski w rugby.

## Życiorys
Był zawodnikiem Zrywu Gdańsk (1957), Spójni Gdańsk (1958) i Wybrzeża Gdańsk (od 1959). Pięciokrotnie zdobywał mistrzostwo Polski (1957, 1958 - kat. 64 kg, 1960, 1961 - kat. 68 kg, 1965 - kat. 63 kg), trzykrotnie wicemistrzostwo Polski (1960 - kat. open, 1962 - kat. 68 kg i kat. open). Karierę zawodniczą zakończył w 1965. Następnie pracował jako trener w Wybrzeżu i od 1969 w AZS Gdańsk. W 1968 ukończył kurs sędziowski Europejskiej Unii Judo i od tego samego roku do 1973 odpowiadał jako członek zarządu za sprawy sędziowskie w Polskim Związku Judo (członkiem zarządu był do 1976), opracował i wydał w języku polskim przepisy walk w judo, opracował klasyfikację sędziów. Od 1973 był członkiem komisji sędziowskiej EUJ, od 1979 przewodniczącym tej komisji. W 1981 został dyrektorem sportowym EUJ i członkiem komisji sędziowskiej Międzynarodowej Federacji Judo, od 1983 był przewodniczącym tej komisji. Do 1994 pracował jako sędzia na igrzyskach olimpijskich, mistrzostwach świata i Europy. W latach 1985–1988 był wiceprezesem, w latach 1988-1990 członkiem zarządu, w latach 1990-1994 prezesem Polskiego Związku Judo.
W 2013 zdobył stopień mistrzowski 8 DAN.
Jako zawodnik Lechii Gdańsk występował w latach 1958-1960 w I lidze rugby i w 1960 zdobył mistrzostwo Polski.